# Otto Fontane
Otto Fontane (* 21. Juli 1887 in Münster; † 18. Juni 1958 in Hamburg) war ein deutscher Kapitän zur See der Kriegsmarine. Fontane war einer von 13 Offizieren, die den Dienstgrad eines Kapitäns zur See der Reserve in der Kriegsmarine erreichten.

## Leben

### Herkunft
Otto Fontane war der einzige Sohn von Theodor Fontane jun., dem fünften Kind des Schriftstellers Theodor Fontane, und Martha, geb. Soldmann (1865–1934).

### Werdegang
Otto Fontane trat am 1. April 1906 in die Kaiserliche Marine ein. 1908 war er als Fähnrich zur See (Beförderung am 6. April 1907) zu Ausbildungskursen kommandiert. Als Leutnant zur See (Beförderung am 30. September 1909) war er 1911 für Indienststellungsprobefahrten auf der Kolberg und später im Jahr auf der Cöln. 1912 war er, wie auch 1914, bei der 2. Torpedo-Division und zugleich bei der VIII. Halbflottille auf dem Torpedoboot G 109 und bei der VIII. Reserve-Halbflottille Kompanieoffizier. Am 19. September 1912 wurde er zum Oberleutnant zur See befördert. Später war er bis Juli 1916 als Wachoffizier auf unterschiedlichen Torpedobooten, u. a. G 110 und V 26, eingesetzt. In der gleichen Position kam er bis Januar 1918 auf die Graudenz. Am 26. April 1917 wurde er zum Kapitänleutnant befördert. Bis Mitte Februar 1918 war er u. a. mit dem Ritterkreuz des Greifenorden ausgezeichnet worden. Bis Kriegsende war er Kommandant des Torpedobootes S 36. Am 9. März 1920 wurde er aus der Reichsmarine verabschiedet.
1937 war er als Oberstleutnant der Polizei in Berlin.
Im Januar 1941 war er, bevor er für zwei Monate bis zum Untergang des Schiffes in der gleichen Position auf den Sperrbrecher 12 kam, Wachoffizier auf dem Sperrbrecher 10. Von März 1941 bis April 1942 war er Kommandant des Sperrbrechers 161. Anschließend übernahm er bis April 1944 den Sperrbrecher 22. Am 1. November 1943 wurde er als Kommandant des Sperrbrechers 22 zur Kapitän zur See d. R. befördert.
Ab April 1944 war er bis zur Auflösung 1946 Chef der 3. Sperrbrecherflottille. Mit dieser war er gemeinsam mit der 1. und 2. Sicherungsflottille für die Minenbekämpfung verantwortlich. Nach dem Krieg war die 3. Sperrbrecherflottille im Rahmen des Deutschen Minenräumdienstes bei der 3. Minenräumdivision. Am 16. Mai 1946 wurde er aus der Marine entlassen.